# Inocente Rodríguez
Inocente Rodríguez (* 1845 in Santa Barbara, Honduras) war vom 17. März bis 17. Mai und vom 2. Juli bis zum 20. Oktober 1871 Präsident von Honduras.

## Leben
Inocente Rodríguez war Abgeordneter im Parlament von Honduras.
1860 war Rodríguez Generalsekretär des Parlamentes.
José María Medina trat am 2. Februar 1870 ein weiteres Mal das Präsidentenamt an, als seine Stellvertreter ernannte er Inocente Rodríguez und Crescencio Gómez Valladares.
Im Regierungskabinett von Francisco Dueñas Díaz in El Salvador wurde Florencio Xatruch Villagra zum Oberbefehlshaber der Armee und zum Gouverneur des Departamento San Miguel ernannt. Im April 1871 erklärte José María Medina El Salvador den Krieg. Francisco Dueñas wurde durch Mariscal Santiago González Portillo gestürzt. Mariscal Santiago Gonzáles und Xatruch einigten sich Medina zu stürzen. Xatruch ließ eine Armee aus 300 Soldaten aus Honduras und 700 aus El Salvador in Honduras einfallen. Xatruch proklamierte sich am 26. März 1871 in Nacaome zum Präsidenten von Honduras. Medina betraute seinen Stellvertreter Inocente Rodríguez mit der Regierungsführung und engagierte sich persönlich bei der Verteidigung seiner Präsidentschaft.
José María Medina hatte mit der Honduras Interoceanic Railway Company einen Erweiterungsvertrag über 50 Millionen Franken für eine Eisenbahnverbindung in Honduras geschlossen. José María Medina wies auf Artikel 14 des Vertrages vom 4. Juli 1864 und versuchte die Invasion aus El Salvador als Gefahr für die US-Investition darzustellen und Ciudad de Comayagua unter den persönlichen Schutz des US-Botschafters Henry Baxter zu stellen. Die US-Regierung sah damals US-Interessen erst ab Fertigstellung der Interoceanic Railway tangiert.
Um eine Strafexpedition persönlich gegen die Aufständischen Gebiete bei Nacaome zu führen, übergab José María Medina auch vom 2. Juli bis zum 20. Oktober 1871 das Präsidentenamt an Inocente Rodríguez.
Die Truppen von Xatruch wurden geschlagen und Xatruch floh nach Nicaragua.